# Martha Splatterhead’s Maddest Stories Ever Told
Martha Splatterhead's Maddest Stories Ever Told es el tercer álbum de estudio de la banda de crossover thrash de Seattle The Accüsed. En este trabajo, la agrupación añade nuevas influencias a su música, manteniendo su sonido característico. Contiene la colaboración de dos músicos famosos: el guitarrista de la banda de thrash metal Metal Church Kurdt Vanderhoof y el rapero de Seattle Sir Mix-A-Lot.

## Lista de temas
- Todos los temas compuestos por The Accüsed, excepto si se indica lo contrario.

1. Psychomania (She's Dead)	03:18
2. The Bag Lady Song	02:02
3. Inherit the Earth (The Day of Reckoning)	03:15
4. Deception (The Imposters)	00:25
5. Molly's Xmas '72	03:16
6. I'd Love to Change the World (versión de Ten Years After)	02:26
7. You Only Die Once	03:30
8. Sick Boy (Versión de Charged GBH) (directo)	01:12
9. Chicago	00:22
10. Starved to Death (Eatin' Your Buddies)	02:53
11. War = Death '88 (And Beyond)	01:56
12. The Maddest Story Ever Told (del director de cine Jack Hill)	02:09
13. Intro (From the Tingler)	00:27
14. Scared of the Dark	03:08
15. Losing Your Mind	02:41
16. Smothered Her Trust	03:40
17. Lights Out (Versión de Angry Samoans)	00:52
18. The Hearse (Traditional Nursery Rhyme) 1:11

## Créditos

### The Accüsed
- Blaine Cook - Voz y silbato
- Tom Niemeyer - Guitarra, coros, silbato, triángulo y percusión
- Alex "Maggot Brain" Sibbald - Bajo y silbato
- Dana Collins - Batería

### Músicos adicionales
- Sir Mix-A-Lot - Coros en la pista 12
- Doug "The Slug" White - Voz en la pista 16
- Molly Rickard - Tamborín en la pista 18 y coros en la pista 14
- Greg "Dolomite" Bernier - Triángulo y train whistle en la pista 18
- Kurdt Vanderhoof - Guitarra solista en la pista 6

### Personal técnico
- The Accüsed - Producción y dirección artística
- Terry Date - Producción, mezcla e ingeniería
- Jeff Gaither - Artwork
- Doug "The Slug" White - Artwork
- Rusty Hall - Fotografía e ilustración
- R.K. Sloane - Proyecto de diseño, artwork y diseño
- Michael Dowers - Artwork